# Ricardo Wolf
Ricardo Wolf (Hanôver, 1887 — Herzliya, fevereiro de 1981) foi um inventor, diplomata e filantropo germano-cubano-israelense judeu. Foi embaixador de Cuba em Israel, e fundou a Fundação Wolf.